# Pierre Beuffeuil
Pierre Beuffeuil est un ancien coureur cycliste français, né le 30 octobre 1934 à L'Éguille en Charente-Maritime.

## Biographie
Professionnel de 1956 à 1967, il a notamment remporté deux étapes sur le Tour de France. 
Pierre Beuffeuil participait au Tour de France 1960 avec l'équipe régionale du Centre-Midi. Lors de l'avant dernière étape, à l’approche de Colombey-les-Deux-Eglises, Jacques Goddet et Félix Lévitan demandèrent au champion national, Henry Anglade, si les coureurs seraient prêts à s'arrêter pour saluer le Président. Anglade donna son accord et la nouvelle se propagea. Cependant, Beuffeuil se serait arrêté pour réparer une roue et n'aurait rien su du plan. Il avait trois minutes de retard sur la course. Il serait arrivé à Colombey convaincu qu'il serait toujours derrière le peloton à l'arrivée à Troyes puis aurait aperçu la course interrompue dans un virage. Continuant sa course, il remporta cette étape sur le boulevard Jules-Guesde avec 49 secondes d'avance. Il déclara à l'arrivée : « J'ai toujours voté de Gaulle ».
D'après le journaliste Christian Seguin, cette histoire est un ragot. À l'approche de Colombey, Beuffeuil se serait arrêté pour une miction, puis ne retrouvant pas son vélo, aurait été distancé par le peloton déjà reparti. Il aurait réussi à recoller au peloton puis à le distancer avant de triompher à Troyes. Interrogé peu avant ses 90 ans, l'ancien coureur confirme cette dernière version.
Six ans plus tard, il remporta une deuxième étape, entre Orléans et Montluçon, après une échappée de 205 kilomètres.

## Palmarès
| - 1955 - Grand Prix de Montamisé - Bordeaux-Royan - 3e de la Route de France - 1956 - Circuit d'Aquitaine - Poitiers-Saumur-Poitiers - Route d'Uzès : - Classement général - 1re étape - Circuit des Marches - 2e du Tour de Corrèze - 1959 - 3e du Circuit du Cher - 1960 - 20e étape du Tour de France - 2e de Bordeaux-Saintes - 2e de la Flèche wallonne - 1961 - 2e de la Ronde de Seignelay - 3e des Quatre Jours de Dunkerque | - 1962 - Circuit des genêts verts - 1963 - 2e du Grand Prix d'Espéraza - 3e du Circuit d'Aquitaine - 1964 - 1re étape du Tour du Nord - 1965 - 2e du Tour du Nord - 1966 - Grand Prix de Saint-Tropez - 21e étape du Tour de France - 3e du Grand Prix d'Antibes - 3e des Quatre Jours de Dunkerque - 1967 - 2e des Boucles du Bas-Limousin |  |

## Résultats sur les grands tours

### Tour de France
6 participations
- 1956 : 31e
- 1960 : 31e, vainqueur de la 20e étape
- 1961 : 28e
- 1962 : 50e
- 1963 : 47e
- 1966 : 71e, vainqueur de la 21e étape